# Naubaisa Gaon
Naubaisa Gaon è una suddivisione dell'India, classificata come census town, di 5.042 abitanti, situata nel distretto di Jorhat, nello stato federato dell'Assam. In base al numero di abitanti la città rientra nella classe V (da 5.000 a 9.999 persone).

## Società

### Evoluzione demografica
Al censimento del 2001 la popolazione di Naubaisa Gaon assommava a 5.042 persone, delle quali 2.586 maschi e 2.456 femmine. I bambini di età inferiore o uguale ai sei anni assommavano a 398, dei quali 199 maschi e 199 femmine. Infine, coloro che erano in grado di saper almeno leggere e scrivere erano 4.086, dei quali 2.274 maschi e 1.812 femmine.